# Coelogyne bilamellata
Coelogyne bilamellata är en orkidéart som beskrevs av John Lindley.
Coelogyne bilamellata ingår i släktet Coelogyne och familjen orkidéer. Artens utbredningsområde är Filippinerna. Inga underarter finns listade i Catalogue of Life.

## Bildgalleri

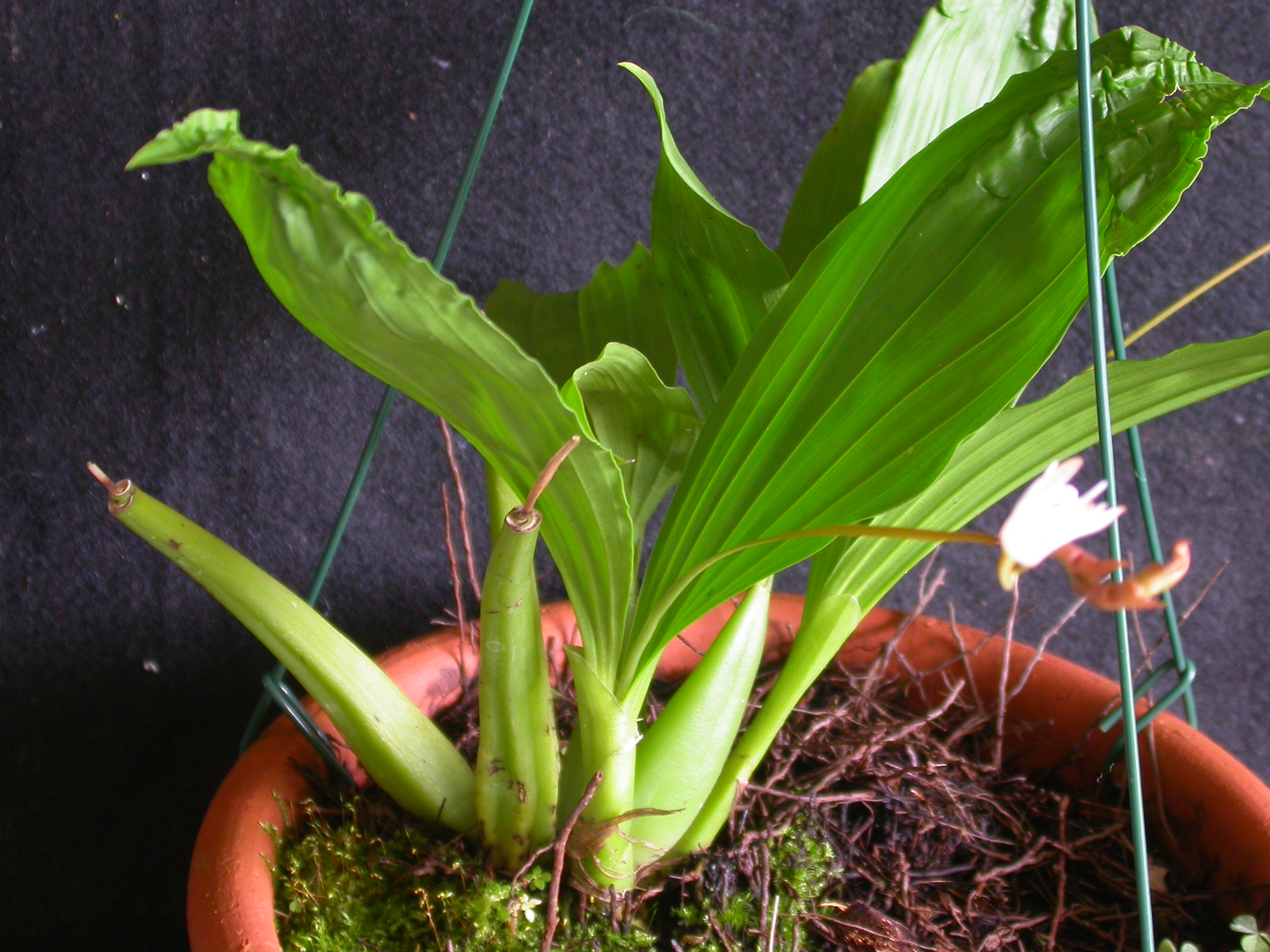